# Киприан (Старорусенников)
Митрополит Киприа́н (Старорусенко́в или Старору́сенников; вторая половина XVI века, Старая Русса — 17 декабря 1634) — епископ Русской церкви; митрополит Великоновгородский и Великолуцкий (с 1626 года); дипломат.

## Биография
Уроженец Старой Руссы. Не ранее 1608/1609 год стал архимандритом новгородского Варлаамиева Хутынского монастыря.
Когда Новгород был взят шведами под начальством Делагарди, Киприан, по поручению митрополита Исидора и князя Ивана Никитича Одоевского, ездил в Швецию просить, согласно договору, королевича Филиппа «на Ноугородцкое царство». Там его подвергли пыткам, желая «выведать государственные тайны о России», и продержали в заключении до 1613 года.
Приехав в Москву в 1614 году, объяснил царю причины своего посольства в Швецию, просил помощи верному Новгороду.
8 сентября 1620 года был хиротонисан во епископа Сибирского и Тобольского с возведением в сан архиепископа, став первым предстоятелем Тобольской епархии. В декабре того же года участвовал в Соборе, который принял решение о перекрещивании «белорусцев».
30 мая 1621 года торжественно прибыл в столицу Сибири. Неусыпно заботился о прекращении беспорядков и безнравственности как среди духовенства, так и среди русских поселенцев, об обращении в православие местных язычников, об устройстве церквей и монастырей и об улучшении быта казаков. Первое время воеводы не только не поддерживали его, но даже противодействовали ему. Киприан крестил многих инородцев, устроил церкви, монастыри: Никольский мужской в Туринске (1622), и в Таре — мужской во имя Нерукотворенного образа Спаса (1624), и девичий во имя святых Параскевы и Екатерины.
4 июня 1621 года он исходатайствовал нескольким монастырям царское жалование, земли, рыбные ловли.
Заботясь о развитии земледелия, Киприан основал две слободы — Устьницынскую и Тавдинскую, а также Успенский мужской монастырь в Томске (1622).
Положил начало Сибирской летописи, записав рассказы живых сподвижников Ермака.
15 февраля 1624 года уехал в Москву.
12 декабря 1625 года (по другим источникам, 14 ноября 1624 года) стал митрополитом Крутицким.
В 1626 году составил канон и стихиры в честь Ризы Господней.
20 октября 1626 года переведён на Новгородскую кафедру, прибыл в Новгород 3 ноября того же года.
Скончался 17 декабря 1634 года, будучи митрополитом Новгородским. Погребён в Корсунской паперти Софийского собора.
По словам Г.-Ф. Миллера, Киприан был первым автором записок о Сибири.
Считается одним из вероятных составителей «Сказания о Словене и Русе и городе Словенске».